# رادولف هیدن
رادولف هیدن (فرانسوی: Rodolphe Hiden‎; ۹ مارس ۱۹۰۹ – ۱۱ سپتامبر ۱۹۷۳) بازیکن و مربی فوتبال اهل فرانسه بود.
از باشگاه‌هایی که در آن بازی کرده‌است می‌توان به باشگاه فوتبال گراتس اشاره کرد.
وی همچنین در تیم‌های ملی فوتبال اتریش فرانسه بازی کرده‌است.